# San José de las Cumbres
San José de las Cumbres är en ort i Mexiko.   Den ligger i kommunen Emiliano Zapata och delstaten Morelos, i den sydöstra delen av landet, 60 km söder om huvudstaden Mexico City. San José de las Cumbres ligger 1 343 meter över havet och antalet invånare är 204.
Terrängen runt San José de las Cumbres är kuperad västerut, men österut är den platt. Runt San José de las Cumbres är det mycket tätbefolkat, med 3 134 invånare per kvadratkilometer. Närmaste större samhälle är Cuernavaca, 8,4 km norr om San José de las Cumbres. Omgivningarna runt San José de las Cumbres är en mosaik av jordbruksmark och naturlig växtlighet.